# レーズンサンド

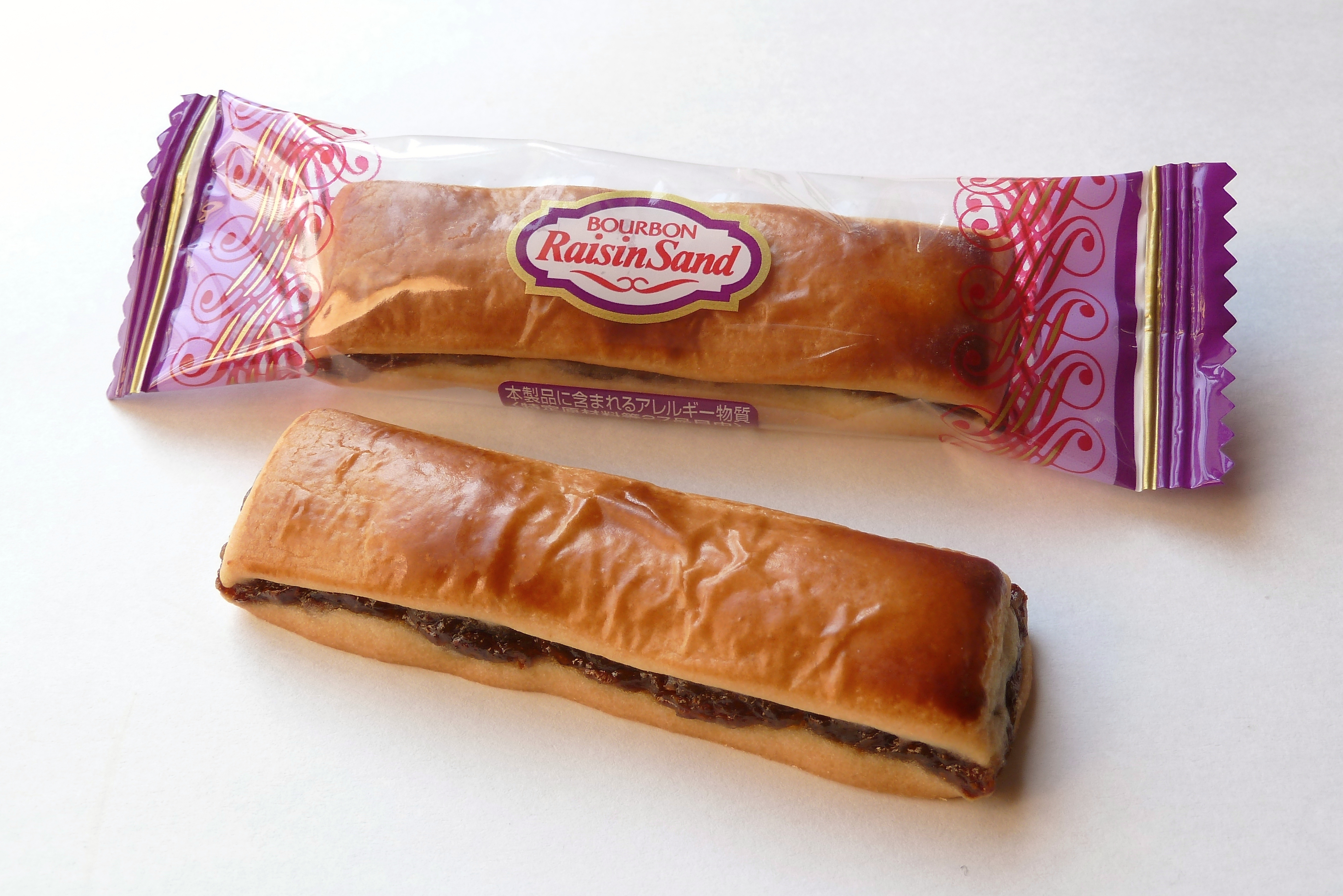
レーズンサンド

レーズンサンドはブルボンが製造しているビスケットである。1971年発売開始。2020年6月末に生産終了となったが、再発売の要望が多数あり、2021年9月にひとくちサイズの食べやすい大きさで新たに発売となった。

## 商品概要
レーズンをラム酒で漬け込み、クッキーでサンドした菓子である。レーズン37%配合は新商品で40%になった。

## 原材料名・添加物名
- レーズン（アメリカ産）
- 小麦粉
- ショートニング
- 砂糖
- 異性化液糖（新商品で加わったもの）
- 水飴
- 液全卵
- コーンスターチ
- 還元水飴
- 加糖練乳
- バター→マーガリン（乳成分含む）
- 洋酒
- 液卵黄（卵含む）→新商品ではなし
- 食塩
- 発酵調味料
- 醤油（小麦・大豆含）
- ソルビトール
- 乳化剤（大豆由来）
- 膨脹剤
- 香料（乳由来）
- ｐH調整剤→新商品ではなし
- 着色料（カロテン）

## レーズンサンドに含まれるアレルギー物質
- 小麦
- 卵
- 乳
- 大豆

※特定原材料等27品目中